# Harlowton
Harlowton és una població dels Estats Units a l'estat de Montana. Segons el cens del 2000 tenia 1.062 habitants.

## Demografia
Segons el cens del 2000, Harlowton tenia 1.062 habitants, 496 habitatges, i 281 famílies. La densitat de població era de 707 habitants per km².
Dels 496 habitatges en un 21% hi vivien nens de menys de 18 anys, en un 46,6% hi vivien parelles casades, en un 6,7% dones solteres, i en un 43,3% no eren unitats familiars. En el 41,3% dels habitatges hi vivien persones soles el 21,8% de les quals corresponia a persones de 65 anys o més que vivien soles. El nombre mitjà de persones vivint en cada habitatge era de 2,07 i el nombre mitjà de persones que vivien en cada família era de 2,79.
Per edats la població es repartia de la següent manera: un 20,9% tenia menys de 18 anys, un 5,3% entre 18 i 24, un 20% entre 25 i 44, un 26,4% de 45 a 60 i un 27,5% 65 anys o més.
L'edat mediana era de 47 anys. Per cada 100 dones de 18 o més anys hi havia 91,8 homes.
La renda mediana per habitatge era de 23.636 $ i la renda mediana per família de 34.205 $. Els homes tenien una renda mediana de 22.750 $ mentre que les dones 19.265 $. La renda per capita de la població era de 13.717 $. Aproximadament el 4,7% de les famílies i el 10,3% de la població estaven per davall del llindar de pobresa.

## Poblacions més properes
El següent diagrama mostra les poblacions més properes.